# ورل سالفادوري
ورل سالفادوري أو ورل تمساحي أو ورل بابوا أو أرتيلّيا (الاسم العلمي Varanus salvadorii)، حيوان زاحف من الحرشفيات وفصيلة الورليات. وهي من السحالي المتوطنة في بابوا غينيا الجديدة. وهي أكبر السحالي المعروفة في بابوا غينيا الجديدة، وهي واحدة من أطول الزواحف في العالم، والتي يبلغ طولها 244 سم (8 قدم).